# ماهیچه کوچک راست پس سر
ماهیچه کوچک راست پسِ سر (رکتوس کاپیتیس مینور خلفی rectus capitis posterior minor یا رکتوس کاپیتیس پُستیکوس مینور rectus capitis posticus minor) توسط یک زردپی نوک‌تیز باریک از توبرکل روی قوس خلفی مهره اطلس برمی‌خیزد و در حین بالا رفتن، ضمن پهن‌تر شدن، وارد قسمت داخلی (مدیال) خط پایینی پس‌گردنی (نوکال) استخوان پس‌سری و سطح بین آن و سوراخ بزرگ پس‌سری (سوراخ مگنوم) می‌شود و همچنین مقداری پیوستگی نیز با سخت‌شامه (دورا ماتر) نخاعی پیدا می‌کند.
ماهیچه بزرگتر راست پسین سر و ماهیچه مایل بالایی سر را سینرژیست‌ها می‌نامند.
پل‌های بافت همبند در مفصل اطلسی‌پس‌سری (آتلانتو-اکسیپیتال) بین ماهیچه کوچک‌تر راست پسین سر و سخت‌شامه نخاعی پشتی مشاهده شده است. اتصالات بافت همبند مشابهی برای ماهیچه بزرگتر راست پسین سر (رکتوس خلفی ماژور سر) نیز گزارش شده است. به نظر می‌رسد چیدمان عمودی این رشته‌ها حرکت سخت‌شامه‌ای را به سمت نخاع محدود می‌کند. همچنین مشخص شده است که رباط پس‌گردنی (نوکائه) با سخت‌شامه ستون فقرات گردنی خلفی و قسمت جانبی استخوان پس‌سری پیوسته است. ساختارهای آناتومیک عصب‌دهی‌شده توسط اعصاب گردنی C1-C3 امکان ایجاد سردرد را دارند. این بخش دربرگیرنده مجتمع‌های مفصلی سه بخش فوقانی گردن، سخت‌شامه و نخاع نیز هست.
پیوندهای سخت‌شامه‌ای-ماهیچه‌ای، سخت‌شامه‌ای-رباطی در قسمت فوقانی ستون فقرات گردنی و نواحی پس‌سری ممکن است پاسخ‌های آناتومیک و فیزیولوژیکی به علت سردرد گردن‌زاد (سرویکوژنیک) ارائه دهد. این پیشنهاد می‌تواند کارایی مداخله را در درمان سردرد سرویکوژنیک توضیح دهد.

## نگاره‌ها

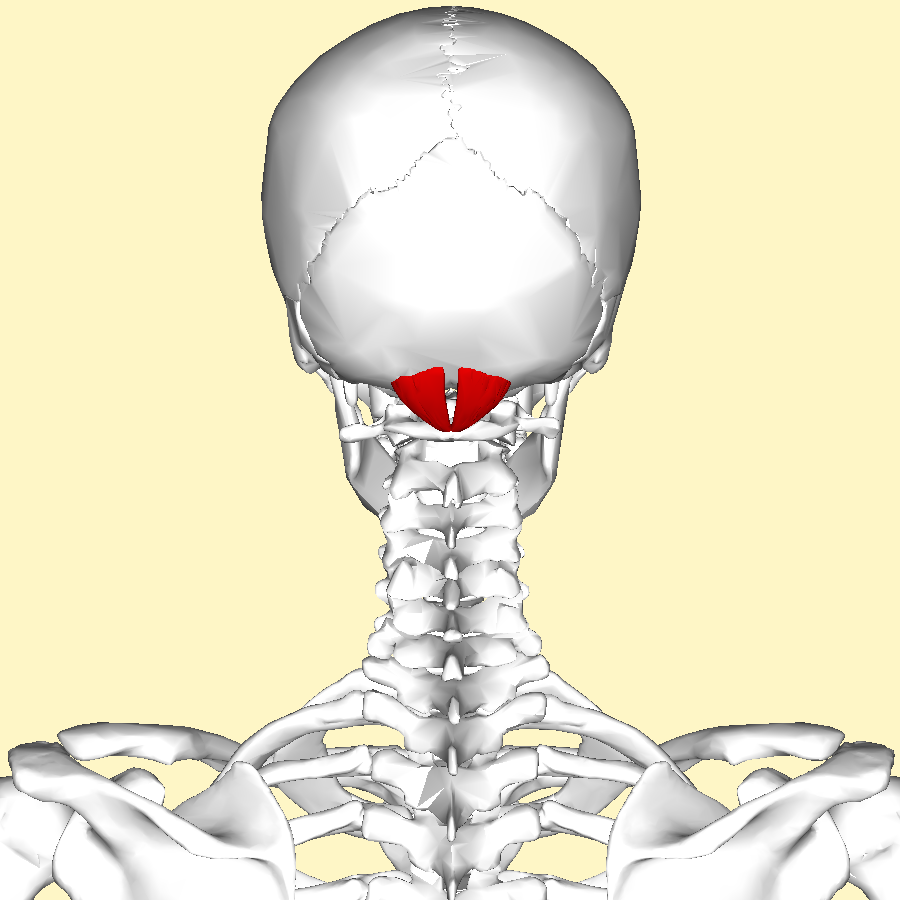
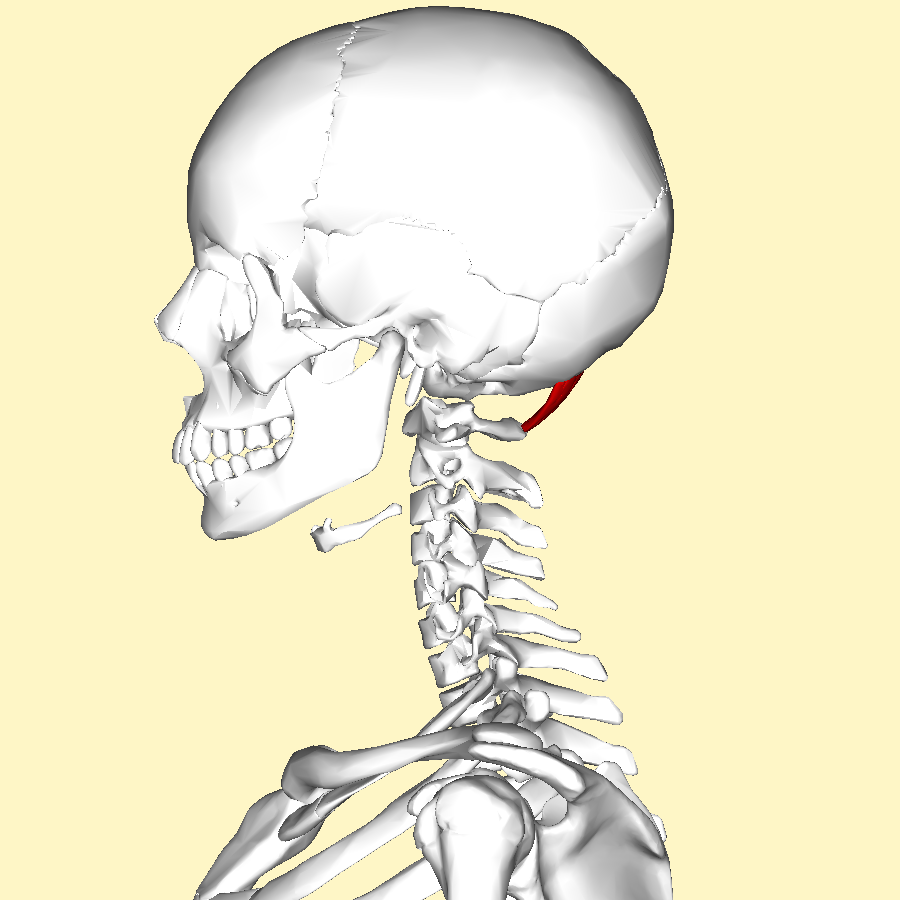
نمای جانبی جمجمه انسان (ماهیچه کوچک‌تر راست پسین سر با رنگ قرمز نشان داده شده است.)
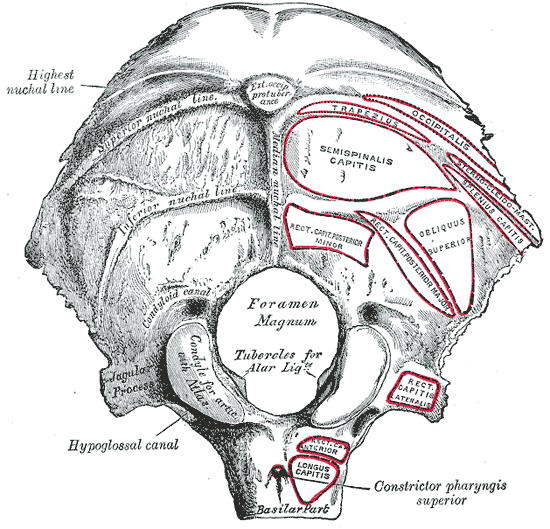
استخوان پس‌سری. سطح بیرونی.